# John Joseph Gerry
John Joseph Gerry (* 1. Juni 1927 in Brisbane-Rosalie; † 13. Dezember 2017 in Brisbane) war ein australischer Geistlicher und römisch-katholischer Weihbischof in Brisbane.

## Leben
Der Kardinalpräfekt der Congregatio de Propaganda Fide, Pietro Kardinal Fumasoni Biondi, weihte ihn am 9. Juli 1950 zum Priester des Erzbistums Brisbane.
Papst Paul VI. ernannte ihn am 5. Juni 1975 zum Weihbischof in Brisbane und Titularbischof von Lugmad. Der Erzbischof von Brisbane, Francis Roberts Rush, spendete ihm am 29. Juli desselben Jahres die Bischofsweihe; Mitkonsekratoren waren Thomas Francis Little, Erzbischof von Melbourne, und Bernard Joseph Wallace, Bischof von Rockhampton.
Am 11. Februar 2003 nahm Papst Johannes Paul II. seinen altersbedingten Rücktritt an. Gerry starb nach kurzer Krankheit im Holy Spirit-Hospital in Brisbane.